# Claudia Kühn (Schriftstellerin)
Claudia Kühn (* 1969 in Ost-Berlin) ist eine deutsche Schriftstellerin. Sie lebt in Berlin.

## Leben und Wirken
Geboren in Ost-Berlin und aufgewachsen im Erzgebirge, absolvierte Claudia Kühn eine Ausbildung an der Medizinischen Akademie „Carl Gustav Carus“ in Dresden. Im Anschluss daran studierte sie ab 1993 an der Humboldt-Universität in Berlin Germanistik und Kulturwissenschaft. Seit 1999 arbeitet sie u. a. als freie Autorin, Dramaturgin und Lektorin.
Claudia Kühn lebt mit ihrer Familie in Berlin.

## Auszeichnungen
- 2017: Peter-Härtling-Preis zusammen mit Andrea Badey für Strom auf der Tapete

## Bibliografie

### Romane
- Türkisch für Anfänger (Reihe nach den Drehbüchern zu Türkisch für Anfänger von Bora Dagtekin)
  - Meine verrückte Familie, Carlsen, 2007
  - Verwirrung hoch sechs, Carlsen, 2007
  - Durchdrehen garantiert, Carlsen, 2008
  - Der ganz normale Wahnsinn, Carlsen, 2008
  - Chaos total, Doppelband (Meine verrückte Familie + Verwirrung hoch sechs) Carlsen, 2009
- Banklady, Kiepenheuer & Witsch, 2013

### Kinder- und Jugendliteratur
- Elfmeter für Nelly, Carlsen, 2011
- Rennschwein Rudi Rüssel (Reihe nach den Drehbüchern zu Rennschwein Rudi Rüssel von Gabriele Kob, Manfred Kosmann und David Ungureit)
  - Rudi startet durch, Carlsen, 2011
  - Rudi nimmt jede Hürde, Carlsen, 2011
  - Rudi auf Abwegen, Carlsen, 2011
  - Lauf, Rudi, lauf!, Carlsen, 2011
- Ritter Rost – eisenhart und voll verbeult, zus. mit Jörg Hilbert nach einem Drehbuch von Mark Slater und Gabriele M. Walther (siehe auch Ritter Rost), Terzio, 2012
- Strom auf der Tapete, Jugendbuch, zus. mit Andrea Badey, Beltz & Gelberg, 2017

### Sachbuch
- Ampelmann – vom Verkehrszeichen zur Kultfigur, Ampelmann Edition, Berlin 2015